# オールウェイズ・トゥモロー
「オールウェイズ・トゥモロー」 (Always Tomorrow)は、グロリア・エステファンの楽曲。ベスト・アルバム『GREATEST HITS』に収録された新曲4曲の内の一曲で、アルバムから先行シングルとしてリリースされた。
同年にアメリカ合衆国で発生したハリケーン・アンドリューの被害を受けてのチャリティー・シングルであり、このシングルの売り上げのグロリア個人の収益は全額寄付された。

## 収録曲
日本盤 3"シングル
1. オールウェイズ・トゥモロー
2. ワーズ・ゲット・イン・ザ・ウェイ（ライヴ）